# Öby kulle
Öby kulle är ett ormreservat för snokar och huggormar, beläget i sydöstra delen av Norrbyås socken i Örebro kommun.
Öby kulle ligger norr om Kvismare kanal, på en landtunga mellan Rysjön av Västra Kvismaren och Fågelsjön av Östra Kvismaren. I april månad varje år kan man här iaktta 100-tals ormar, vilka uppträder hopslingrade i klumpar. Ormarna kommer på hösten från närområdet och samlar sig i den höga Öby kulle. De övervintrar inne i kullen där de är skyddade från frost och kyla.